# Neowerdermannia chilensis

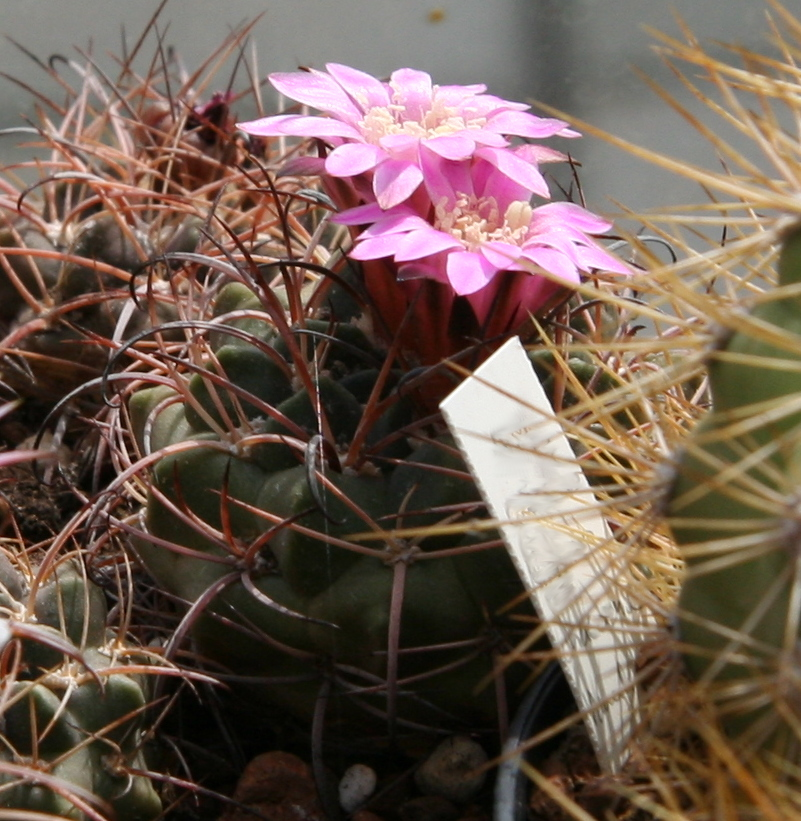
Neowerdermannia chilensis subsp. peruviana

Neowerdermannia chilensis ist eine Pflanzenart in der Gattung Neowerdermannia aus der Familie der Kakteengewächse (Cactaceae). Das Artepitheton chilensis verweist auf das Vorkommen der Art in  Chile.

## Beschreibung
Neowerdermannia chilensis wächst mit kugelförmigen bis niedergedrückt kugelförmigen, dunkel graugrünen bis bläulich grünen Trieben. Die 13 bis 22 gehöckerten  Rippen sind um die Areolen etwas verbreitert. Der einzelne steife, abstehende und nicht gehakte Mitteldorn ist braun bis schwarz. Die bis zu 20 biegsamen und mehr oder weniger graurosafarbenen Randdornen werden im Alter dunkler. Sie sind 8 bis 22 Millimeter lang. Der unterste von ihnen ist am längsten und manchmal gehakt.
Die weißen bis gelblich weißen Blüten sind 2 bis 2,8 Zentimeter lang.

## Verbreitung, Systematik und Gefährdung
Neowerdermannia chilensis ist in Peru und im Norden Chiles in den Anden in Höhenlagen von 3200 bis 4200 Metern verbreitet.
Die Erstbeschreibung erfolgte 1936 durch Curt Backeberg. Nomenklatorische Synonyme sind Weingartia chilensis (Backeb.) Backeb. (1963) und Sulcorebutia chilensis (Backeb.) F.H.Brandt (1976). Taxonomische Synonyme sind Neowerdermannia peruviana F.Ritter (1981) und Neowerdermannia chilensis subsp. peruviana (F.Ritter) Ostolaza (1998).
In der Roten Liste gefährdeter Arten der IUCN wird die Art als „Least Concern (LC)“, d. h. als nicht gefährdet geführt.

## Nachweise